# Lago Nictau
O lago Nictau é um lago de água doce localizado no condado de York, província de New Brunswick, no Canadá.

## Descrição
Este lago localiza-se nas coordenadas geográficas N 45°55'58 W 66°10'55 
Este lago apresenta uma superfície lagunar com água bastante pura facto que leva a que seja bastante procurado para alguma actividades ligadas à natureza, particularmente as ligadas á canoagem, sendo usual haver passeios de canoa ao longo do lago.
Localizado nas suas margens encontra-se o Parque Provincial do Monte Carleton, que é um dos factores de atração dos praticantes da actividade de canoagem, uma vez é comum os passeios de canoa levarem um dia inteiro dadas as distancias existentes a percorrer. 
A água é clara e límpida e geralmente com pouca ondulação, sendo um local indicado para os iniciantes na actividade. 
No parque é possível proceder ao aluguer de canoas bem como obter informação disponível no momento da entrada do parque sobre vários assuntos relacionados com o lago e com a actividade. 
É comum a actividade de canoagem se encontrar ligada a outras actividades de relacionamento com a natureza e com o parque, como é o caso dos passeios pedestres e do montanhismo.
O Parque Provincial do Monte Carleton foi criado em 1970, e deu forma ao maior parque provincial existente em toda a província de New Brunswick. 
No total o parque estende-se por uma área de 174 km2 abrangendo as montanhas remotas da área do norte-central de New Brunswick. É neste parque que se encontram o pico mais elevado dos Monte Carleton Marítimos.
Este lago encontra-se localizado a apenas 41,5 milhas de Campbellton, que também pertencente à província de New Brunswick. 
A atividade da pesca nas águas deste lago permite encontrar uma variedade de peixes bastante vasta, onde se incluem a truta-comum, a Salvelinus fontinalis e o Lepomis macrochirus.